# Alí Koshev
Alí Yusúfovich Koshev (en ruso: Алий Юсуфович Кошев, 1 de septiembre de 1922, Blechepsin-13 de enero de 1971, Maikop) fue un zapador soviético adigués que sirvió como cabo en el 90.º Batallón Autónomo de Zapadores del 2.º Cuerpo de Tanques de la Guardia del 2.º Ejército de Tanques de la Guardia del Ejército Rojo. Héroe de la Unión Soviética.

## Biografía
Nació el 1 de septiembre de 1922 en Blechepsin, seló del Óblast Autónomo Adigués (Circasiano) (actual república de Adigueya) del óblast de Kubán-Mar Negro de la RSFS de Rusia, en la Unión Soviética, en el seno de una familia campesina de etnia adiguesa. Recibió ocho cursos de escuela. Trabajó como cartero y secretario de la junta directiva del koljós local.
Se alistó al Ejército Rojo el 18 de octubre de 1941, siendo enviado al frente ese mismo mes. Combatió como zapador como starshiná (cabo) de una compañía de zapadores en el Frente Meridional, el Frente del Cáucaso Norte, el Frente de Transcaucasia, el Frente Central, el Primer Frente Ucraniano, el Segundo Frente Ucraniano y el Primer Frente Bielorruso. Durante estas ofensivas destacó activamente en los combates en el río Mius, la defensa de Rostov del Don, en la construcción de obras de ingeniería y los combates en el Cáucaso, en los años 1941-1942; en los combates en la batalla de Kursk, cerca de la estación de Ponyri, en la liberación del margen izquierdo de Ucrania y en las operaciones en los ríos Desná, Dniéper y Prípiat, en 1943; en el cerco de Korsun-Cherkasy, en la ofensiva Uman-Botoşani, en el paso del río Dniéster y la liberación de Moldavia y Rumanía, en 1944; en la ofensiva de Varsovia-Poznan, en la ofensiva de Pomerania Oriental, y la batalla de Berlín, en 1945.
Se le concedió el título de Héroe de la Unión Soviética, la Orden de Lenin y la Estrella de Oro por decisión del Soviet Supremo de la URSS el 13 de septiembre de 1944, por el valor demostrado en marzo del mismo año en el cruce del río Dniéster en la ciudad de Soroca (Moldavia), donde arriesgó su vida, zambulléndose en el río para conseguir afianzar un cable de un transbordador que se había roto por el impacto de los proyectiles enemigos y que estaba a punto de ser arrastrado por la corriente.
Ingresó en el Partido Comunista de la Unión Soviética en 1944. Tras el fin de la guerra fue desmovilizado y se trasladó a Maikop, donde trabajó como director de la Casa de los koljosianos. Murió el 13 de septiembre de 1971 en esa ciudad, y fue enterrado en Blechepsin, su localidad natal.

## Condecoraciones
- Héroe de la Unión Soviética
- Orden de Lenin (13 de septiembre de 1944)
- Medalla al Valor (18 de agosto de 1943)
- Medalla del Centenario de Lenin (1970)
- Medalla de la victoria sobre Alemania en la Gran Guerra Patriótica 1941-1945 (9 de mayo de 1945)
- Medalla del 20.º Aniversario de la Victoria en la Gran Guerra Patria (7 de mayo de 1965)
- Otras medallas.